# جيس فيليبس
جيس فيليبس (بالإنجليزية: Jess Phillips)‏ هو لاعب كرة قدم أمريكية أمريكي، ولد في 28 فبراير 1947 في بومونت في الولايات المتحدة.

## وصلات خارجية
- جيس فيليبس على موقع مرجع كرة القدم المحترفة.كوم (الإنجليزية)